# Russi in Lituania
La minoranza russa in Lituania (in lituano Lietuvos rusai; in russo Русские в Литве?, Russkiye v Litve) è un gruppo etnico autoctono residente in Lituania che costituisce la seconda minoranza etnica (dopo i polacchi) più numerosa nel Paese baltico più meridionale. Dal 1959 al 1990, i russi erano scavalcati numericamente dai soli lituani. Stando ai recenti censimenti, 176.913 residenti si identificavano nel 2011 come russi, ovvero in percentuale il 5,81% della popolazione lituana totale. 16.070 russi (9%) parlano il lituano come idioma principale nella vita di tutti i giorni, mentre 4.137 si esprimono anche in russo. Una stima del 2015 attesta il totale a 139 507 cittadini di etnia russa.
La popolazione di lingua russa in Lituania è concentrata nella capitale Vilnius (in particolare Naujoji Vilnia, 14%), nella città portuale di Klaipėda (21,3%), nel secondo insediamento più popoloso della Lituania Kaunas (4,4%) e in centri industriali come Elektrėnai e Visaginas. In quest'ultimo comune in particolare, i russi etnici costituiscono ancora la maggioranza (52,4%). Molte comunità ortodosse sopravvivono in insediamenti meno popolosi quali il Comune distrettuale di Jonava, Zarasai, Molėtai e Švenčionys. 83.281 russi risiedono nella contea di Vilnius e 35.265 in quella di Klaipėda.

## Lingua russa in Lituania

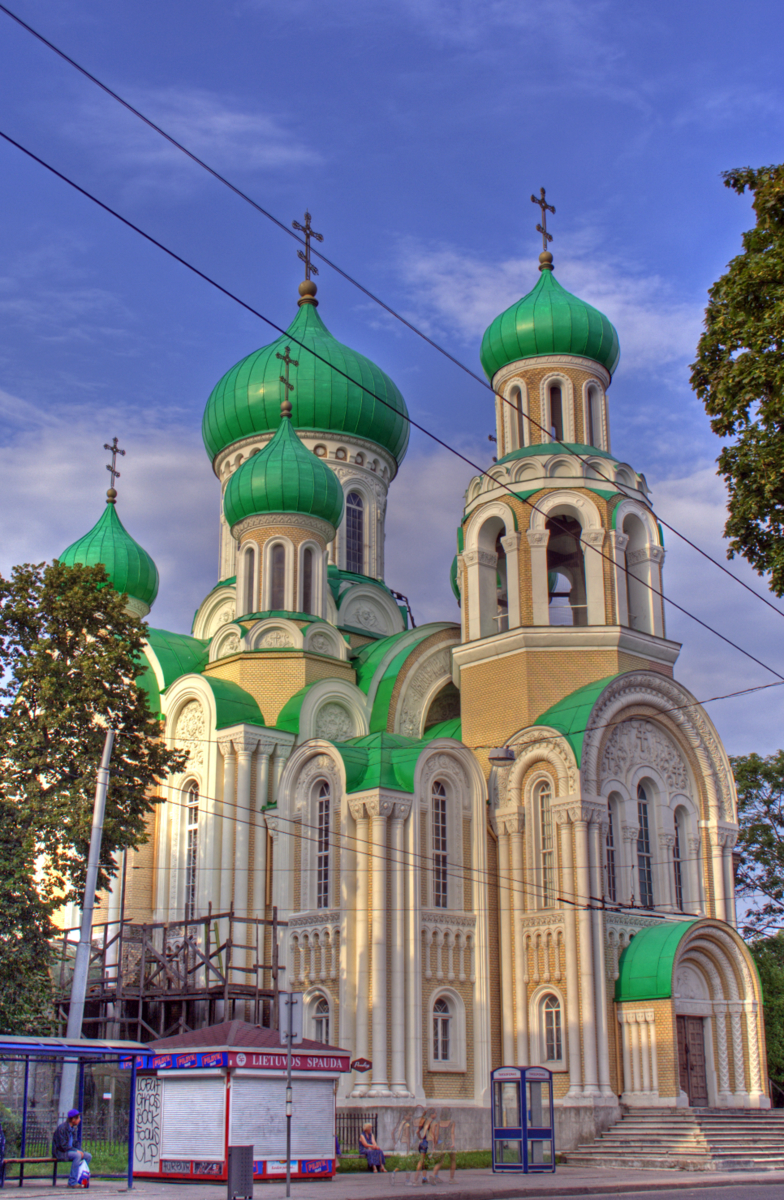
Chiesa ortodossa dei Santi Michele e Costantino (Vilnius)

Il russo è ancora la lingua franca per i lituani in età superiore ai 35-40 anni. Secondo Eurostat, l'87,2% dei residenti lituani di età superiore ai 25 anni sa comunicare in russo. Se si tendono in considerazione tali cifre, la Lituania figura al vertice dell'UE (la Lettonia si piazza al secondo posto con il 25% in meno). Circa l'80% degli studenti delle scuole lituane sceglie di apprendere il russo come seconda lingua straniera (spesso perché mancano professori in grado di insegnare altri idiomi), sebbene l'inglese sia in forte incremento.
Esistono circa 50 scuole in Lituania che insegnano il russo come lingua madre: si tratta di una possibilità riconosciuta, oltre che agli studenti di lingua russa, a quelli di lingua polacca, le quali hanno cercato di attrarre interessati pubblicizzando la gradevolezza della letteratura russa. Ad ogni modo, il picco della richiesta di scuole che insegnassero il russo avvenne in epoca sovietica.

## Storia

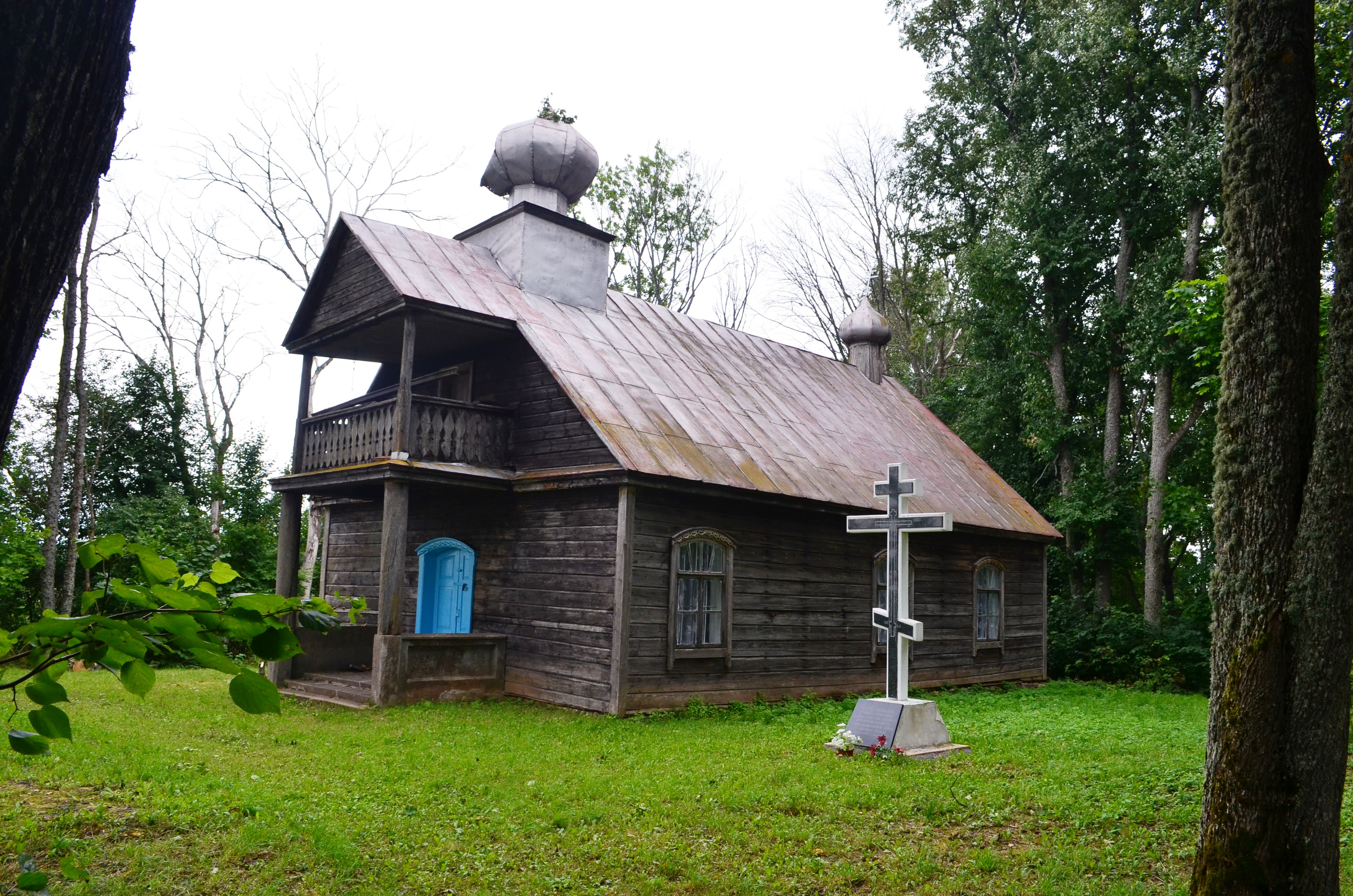
Chiesa di Bobriškis, la più antica chiesa ortodossa in legno della Lituania (costruita prima del 1819)

La presenza dei russi in Lituania ha origine profonde, risalenti agli scambi culturali tra ruteni, lituani e moscoviti ai tempi del Granducato. Una delle scelte che probabilmente condizionò il futuro della Lituania e scongiurò la possibilità di costituire uno più stretto legame con il mondo orientale fu la decisione del granduca Jogaila di sposare, nel 1386, Edvige di Polonia e convertirsi al cattolicesimo, anziché, come suggerito dalla madre russa Uliana di Tver', sposare una principessa ortodossa russa e diventare, di fatto, un feudo della Moscovia.
Nel corso del XVII e del XVIII secolo giunsero diversi Vecchi credenti in Estonia, Lettonia e Lituania perché perseguitati invece in patria. A seguito delle spartizioni della Polonia del 1795, il territorio della Lituania appartenne all'Impero russo fino al 1917 e l'indipendenza fu riottenuta solo nel 1918. All'inizio del XX secolo, i vetero-ortodossi istituirono delle proprie parrocchie (obština in russo), prima in legno e in seguito in mattoni o altro materiale, a cui spesso fecero seguito dei cimiteri realizzati in loco. Prima della seconda guerra mondiale, le parrocchie russe avevano raggiunto un numero assai cospicuo, ma difficilmente identificabile con esattezza, che facevano capo a migliaia di Vecchi credenti.
Il 15 giugno 1940, l'Armata Rossa entrò in Lituania a seguito di un ultimatum. La presenza dei russi si amplificò sensibilmente durante e dopo il conflitto, quando il paese fu occupato una seconda volta dall'URSS. Nel 1989 si contavano 344.455 russi (9,37% della popolazione) in Lituania, una percentuale che restava comunque minore rispetto alle altre due repubbliche baltiche. Dopo la dissoluzione dell'Unione Sovietica, la Lituania riacquistò la sua indipendenza e la percentuale dei russi gradualmente diminuì sia perché molti preferirono far ritorno nella Federazione Russa, sia perché il procedimento di acquisizione della cittadinanza lituana fu per diverse persone automatico.

## Condizione attuale

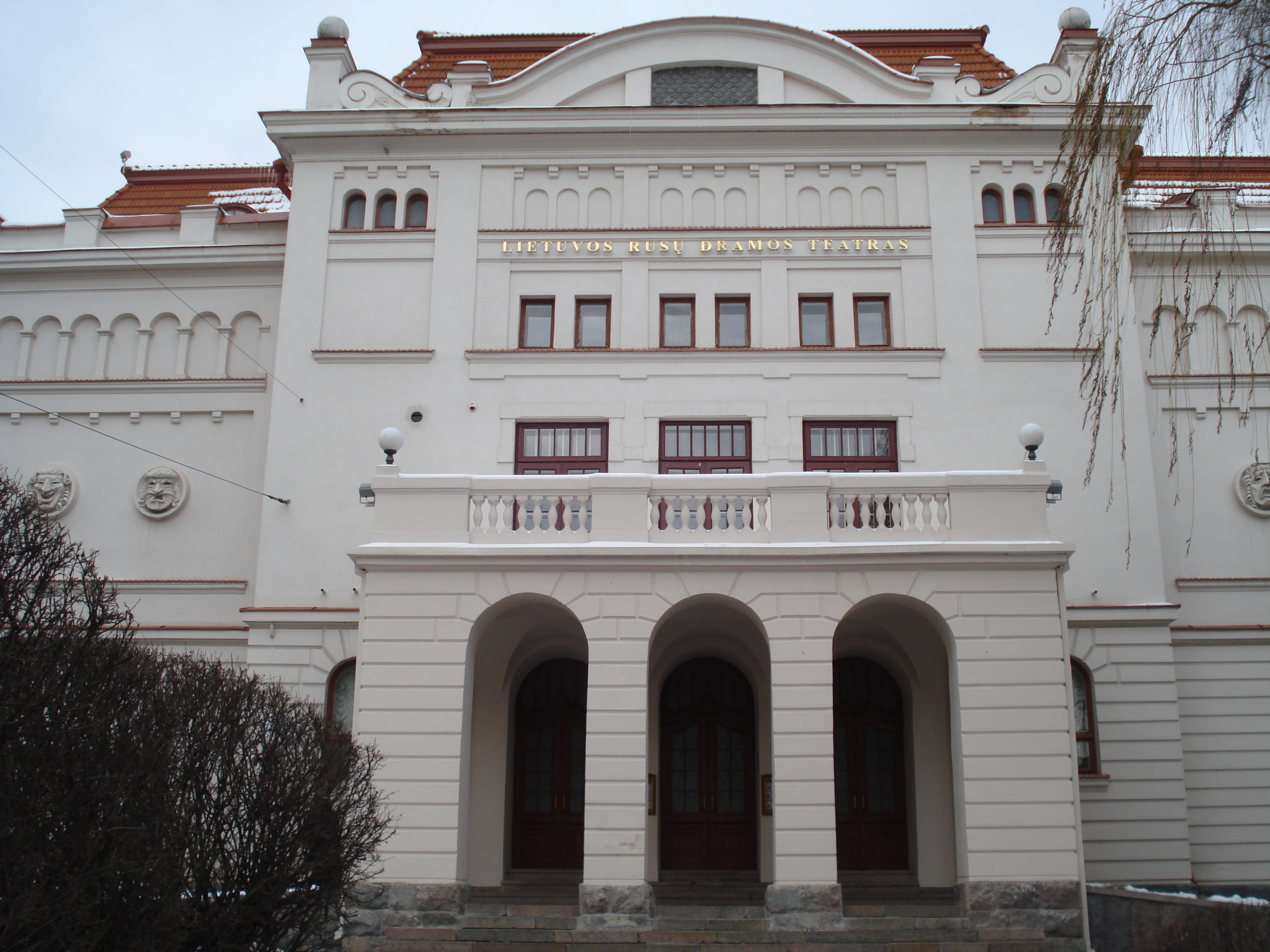
Teatro drammatico russo a Vilnius

Nel secolo scorso e nel primo decennio del XX secolo, si sono formate svariate organizzazioni e società russe in Lituania. Il Teatro drammatico russo è attivo a Vilnius dal 1946 ed è quello in cui si contano più collaborazioni della nazione baltica. Altre strutture simili risultano il "Teatro russo Tatjana Rinkevičienė" (Tatjanos Rinkevičienės Rusų Teatras) e il Teatro amatoriale russo "ANTREPRIZĖ" (Rusų mėgėjų teatras "ANTREPRIZĖ"). Il Centro Culturale Russo (Rusų kultūros centras) aprì i battenti il 31 ottobre del 1988, offrendo la possibilità di seguire corsi di lingua e prendere parte a vari eventi quali festival, mostre o rappresentazioni teatrali.
Anche a livello politico esistono delle formazioni che si propongono di rappresentare la minoranza russa, soprattutto l'Unione dei Russi di Lituania (che collabora con l'Azione Elettorale dei Polacchi in Lituania) e l'Alleanza Russa: dal 1991, essi hanno spesso ottenuto dei seggi nel parlamento lituano, il Seimas.
Molti dei russi che hanno fatto fortuna all'estero sono diventati artisti e atleti e provenivano soprattutto da Visaginas, una città dormitorio costruita in epoca sovietica nei pressi dell'oggi dismessa centrale nucleare di Ignalina.

## Russi lituani celebri

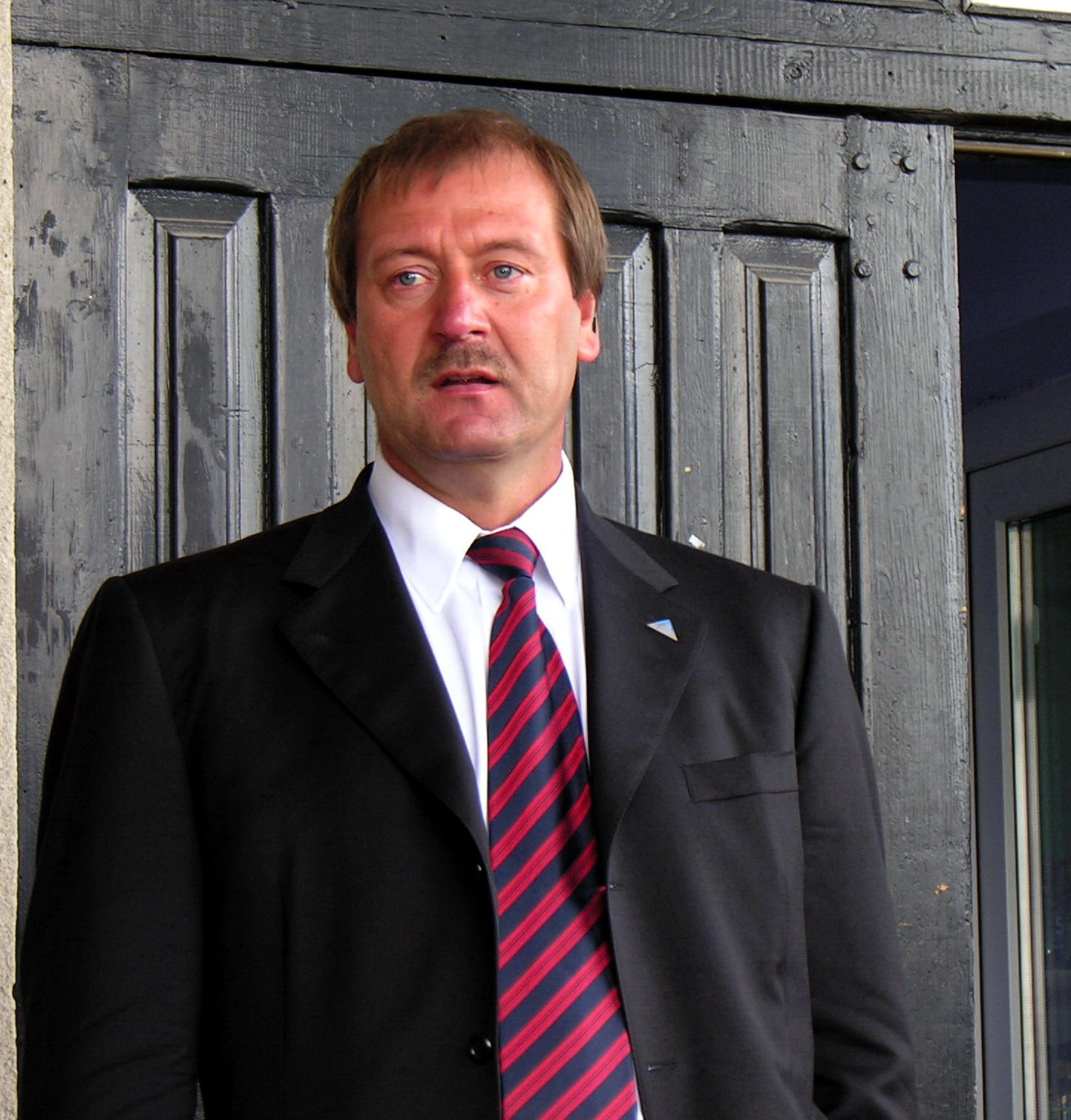
L'imprenditore e politico Viktor Uspaskič

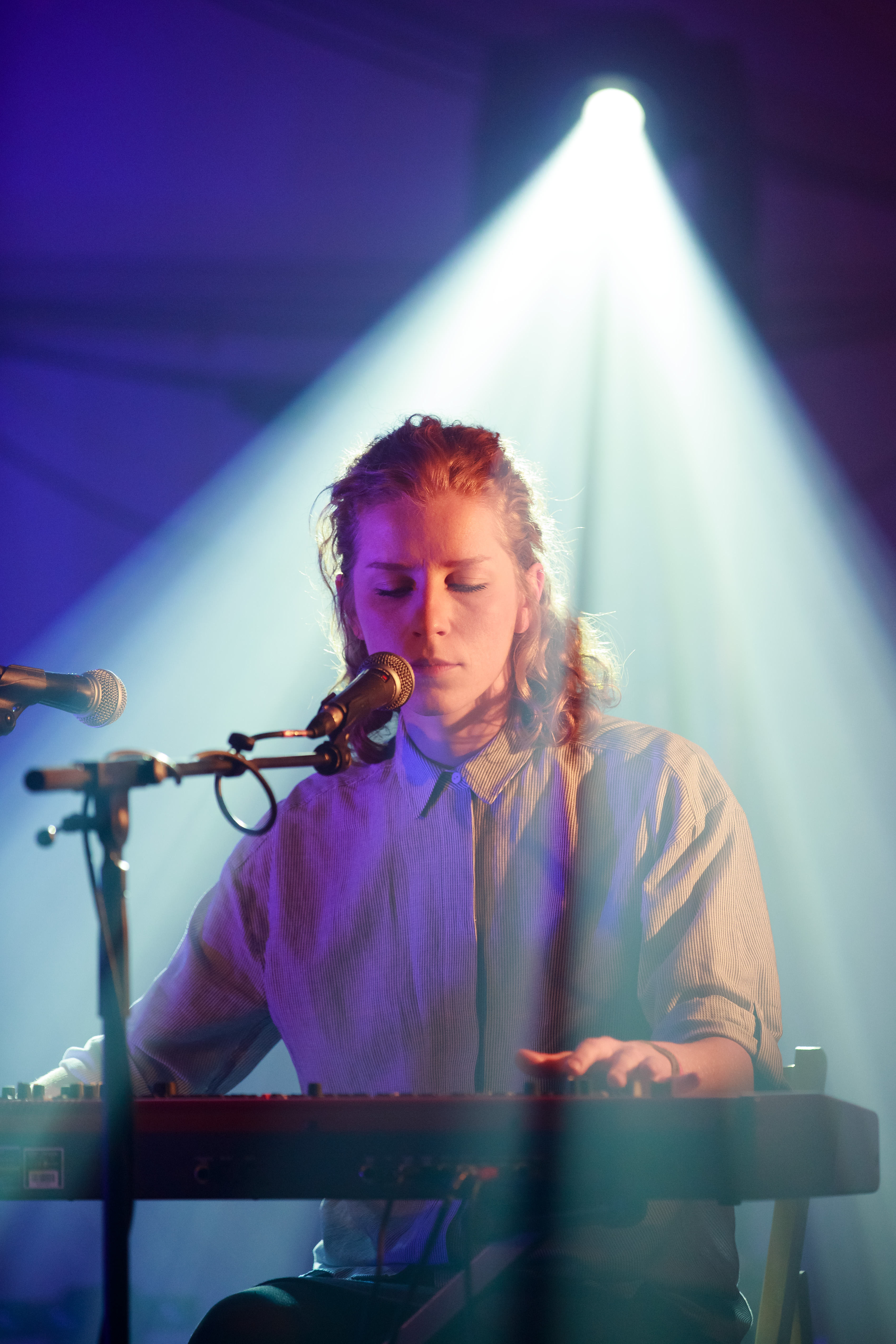
La cantautrice Alina Orlova

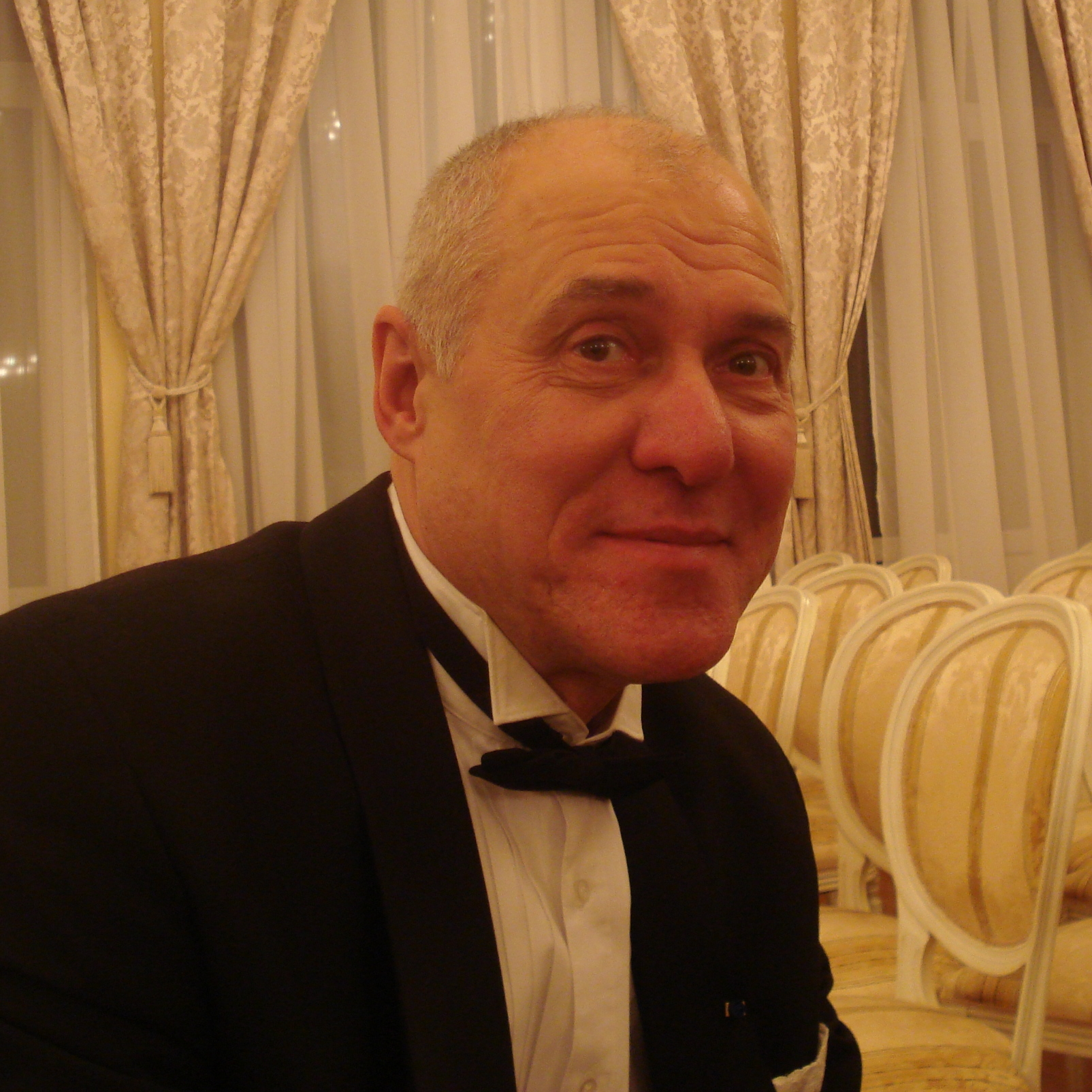
Vladimir Prudnikov

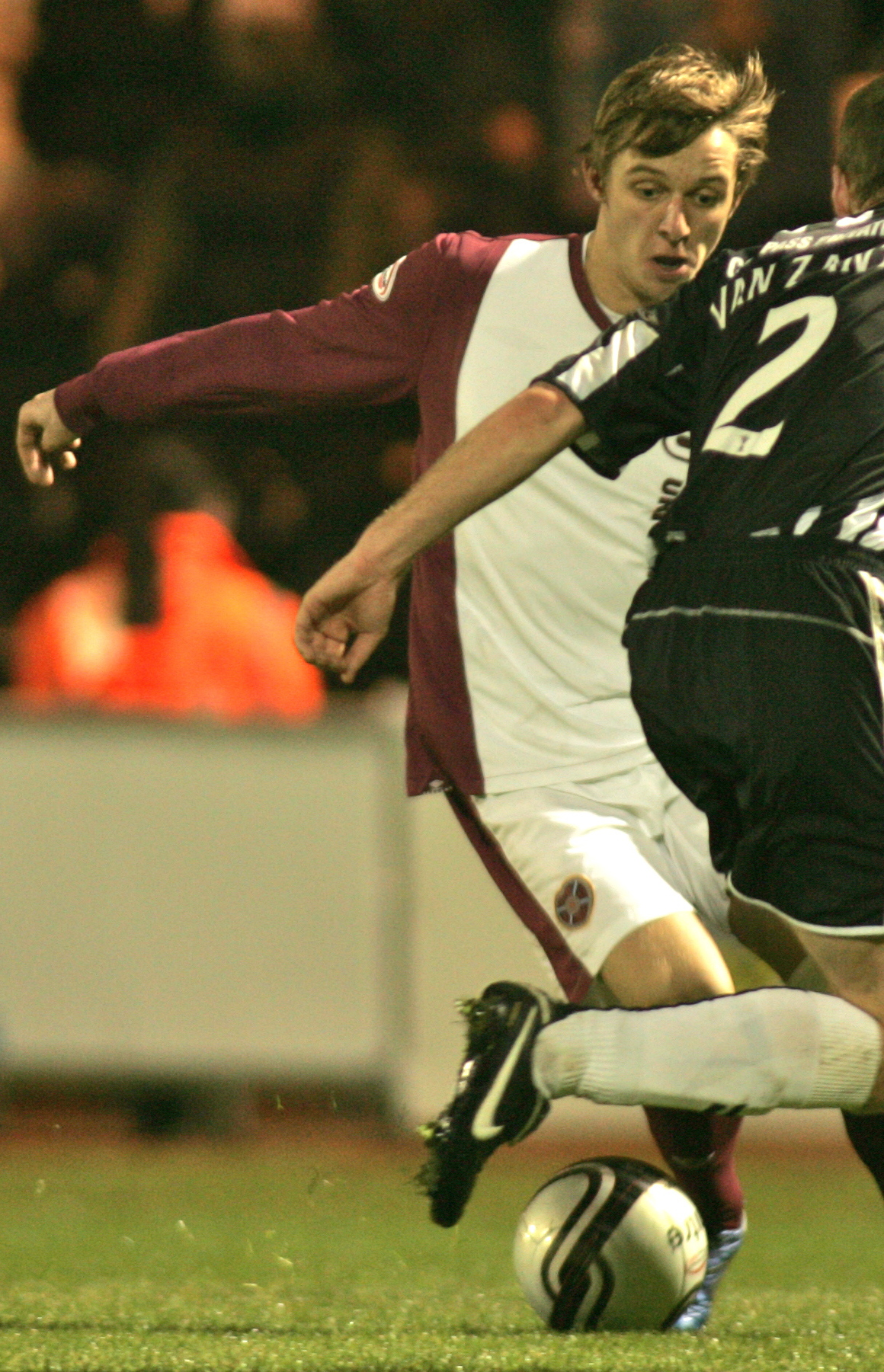
Il centrocampista della nazionale di calcio della Lituania Arvydas Novikovas

### Politici
- Vladimiras Beriozovas (1929–2016), membro dei Seimas
- Sergej Dmitrijev (* 1959), politico
- Viktor Fjodorow (* 1987), membro del Seimas
- Wladimir Orechow (* 1956), membro del Seimas
- Vladimiras Volčiok (* 1963), avvocato amministrativo e membro del Seimas
- Petras Papovas (* 1947), membro del Seimas
- Vasilijus Popovas (* 1956), membro dei Seimas
- Jekaterina Rojaka (* 1978), economista e politica economica, viceministro
- Irina Rozowa, membro del Seimas
- Aleksandr Sacharuk (* 1977), avvocato, membro dei Seimas
- Valery Simulik, membro del Seimas
- Viačeslav Škil, membro del Seimas
- Natalija Istomina (* 1973), politico, viceministro dell'Istruzione

### Atleti
- Vadim Gusev
- Marija Kaznačenko
- Natalija Kočergina
- Jevgenij Šuklin

### Calciatori e commissari tecnici
- Igoris Morinas (* 1975)
- Arminas Narbekovas (* 1965)
- Arvydas Novikovas (* 1990)
- Igoris Pankratjevas (* 1964)
- Andrėjus Tereškinas (* 1970)

### Giocatore di scacchi
- Viktor Gavrikov (1957-2016)
- Vitalijus Majorovas (1961-1997)
- Anatolijus Novikovas (* 1966)
- Vitalijus Novikovas (* 1958)
- Jelizaveta Potapova (* 1988), LGM

### Imprenditori
- Lyda Lubienė
- Roman Romanov, allenatore russo-lituano
- Vladimir Romanov (* 1947), imprenditore e banchiere russo-lituano
- Viktor Uspaskič (* 1959)

### Cantanti
- Viktorija Ivanovskaya
- Vladimir Prudnikov
- Alina Orlova (* 1988)
- Sasha Son (* 1983)
- Rūta Ščiogolevaitė (* 1981)

### Artisti
- Vladimir Nikolaevich Chekassin
- Oskaras Koršunovas (* 1969)
- Vitalijus Butyrinas (* 1947), fotografo
- Vladimiras Jefremovas (1942-2009), attore